# Melanoma inhibitory activity

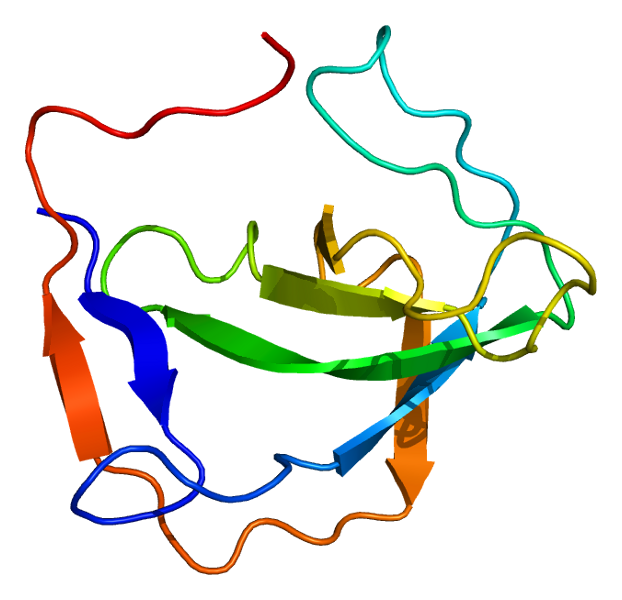
Melanoma inhibitory activity codificata dal gene MIA

Il Melanoma inhibitory activity è un fattore di crescita di natura proteica, nell'uomo codificata dal gene MIA, che regola la crescita cellulare .
Si tratta di un marcatore per il melanoma maligno .